# Мезон, Анн
Анн Мезон (фр. Anne Meson; род. 12 мая 1975) — французская телеведущая и певица
. Её мать была русской артисткой и учителем танцев, отец — испанским музыкантом и каскадёром.

## Детские годы
В детстве Анн изучала игру на пианино и танцы. Её карьера началась в 1982 году, когда она появилась в нескольких рекламных роликах для компаний «Харибо» и «Yoplait». Также она была моделью в компании «Frimousse».

## Карьера в Дисней
В 1989 Анн стала лицом компании «Дисней» во Франции, сменив на этом посту Эспоситу Душка. В этом же году она записала песню и видеоклип «Оливер» к диснеевскому мультфильму «Оливер и компания», которые стали хитами. Затем вышел и её первый одноимённый сольный альбом. Осенью 1989 Анн стала соведущей французского тв-шоу «Disney Parade» c Жан-Пьером Фуко.
С этого момента её популярность начала набирать силу, Анн стала появляться на обложках некоторых известных журналов и исполнила французские версии заставок для мультсериалов «Чип и Дейл спешат на помощь» и «Чёрный Плащ». После успеха синглов она записала несколько альбомов, занявших верхние строчки во французских чартах, среди них: «1,2,3 soleil», «Que fera la belle?» и «Mon plus beau rêve».
В 1994 году Анн приняла решение уйти из компании «Дисней» и начать собственную карьеру.

## Новая карьера
После ухода из «Дисней» она стала ведущей шоу «Tarmac» на canal J. Затем, в 1998, Анн решила уехать в США, чтобы обучаться актерскому мастерству в школе «Theatre of Art» в Лос-Анджелесе. В Америке она дублировала фильмы и рекламные ролики, а также написала пьесу «Alfredo’s way». В 1999 Анн вошла в актерский состав мюзикла Нотр-Дам де Пари дававшего представления в Лас Вегасе.
Сейчас она живёт в Испании и является солисткой испанской группы «Naughty Noise». 14 мая 2008 года Анн была приглашена на телешоу «Ça se discute» французского телеканала France 2. Там она рассказала о том, что:
- У неё есть трёхлетний сын (2008).
- Она живёт на острове Менорка, где владеет модным бутиком в городе Маон.

25 февраля 2009 Анн была приглашена на телешоу «Toute une histoire» France 2.

## Дискография

### Альбомы
- 1990 : Anne
- 1991 : Demain c’est aujourd’hui
- 1992 : Anne au pays d’EuroDisney
- 1992 : Que fera la belle
- 1993 : A toi de chanter volume 1 et 2
- 1993 : Mon plus beau rêve
- 1994 : Ses plus belles chansons
- 2000 : Notre Dame de Paris Las Vegas cast B
- 2000 : Garou — Seul (Choeurs sur «Criminel»)
- 2001 : Naughty noise — New bauhaus
- 2005 : Naugthy noise — Mind your head
- 2006 : Naugthy noise — Hijos de Nadie
- 2008 : Naugthy noise — Sinestesia

### Синглы
- 1987 : Comme le dit toujours mon père (chorus)
- 1989 : Oliver
- 1990 : Si ma vie tourne bien
- 1990 : La petite sirène
- 1990 : Les p’tits loups
- 1991 : Bernard et Bianca au pays des kangourous
- 1991 : 1,2,3 soleil
- 1991 : Demain c’est aujourd’hui (special edition)
- 1991 : Superloustic — Ta radio c’est ton droit (participation)
- 1992 : Que fera la belle
- 1992 : Comme Bambi
- 1992 : Dans le bleu
- 1993 : Mon plus beau rêve
- 1993 : Tout le monde veut devenir un cat

## Фильмография
- 1984 : Стресс
- 1985 : Любовь или почти
- 1987 : Потерянное письмо
- 1988 : Бернадетт